# Corbin Motor Vehicle Company
Corbin Motor Vehicle Company war ein US-amerikanischer Hersteller von Automobilen. Es findet sich auch die Firmierung Corbin Motor Vehicle Corporation.

## Unternehmensgeschichte
Philip Corbin war bereits an der Bristol Motor Car Company beteiligt gewesen. 1905 gründete er das neue Unternehmen in New Britain in Connecticut. Es gehörte zur American Hardware Corporation. Die Produktion von Automobilen begann, die als Corbin vermarktet wurden. 1912 endete die Produktion.
Insgesamt entstanden weniger als 600 Fahrzeuge. Etwa acht existieren noch.

## Fahrzeuge

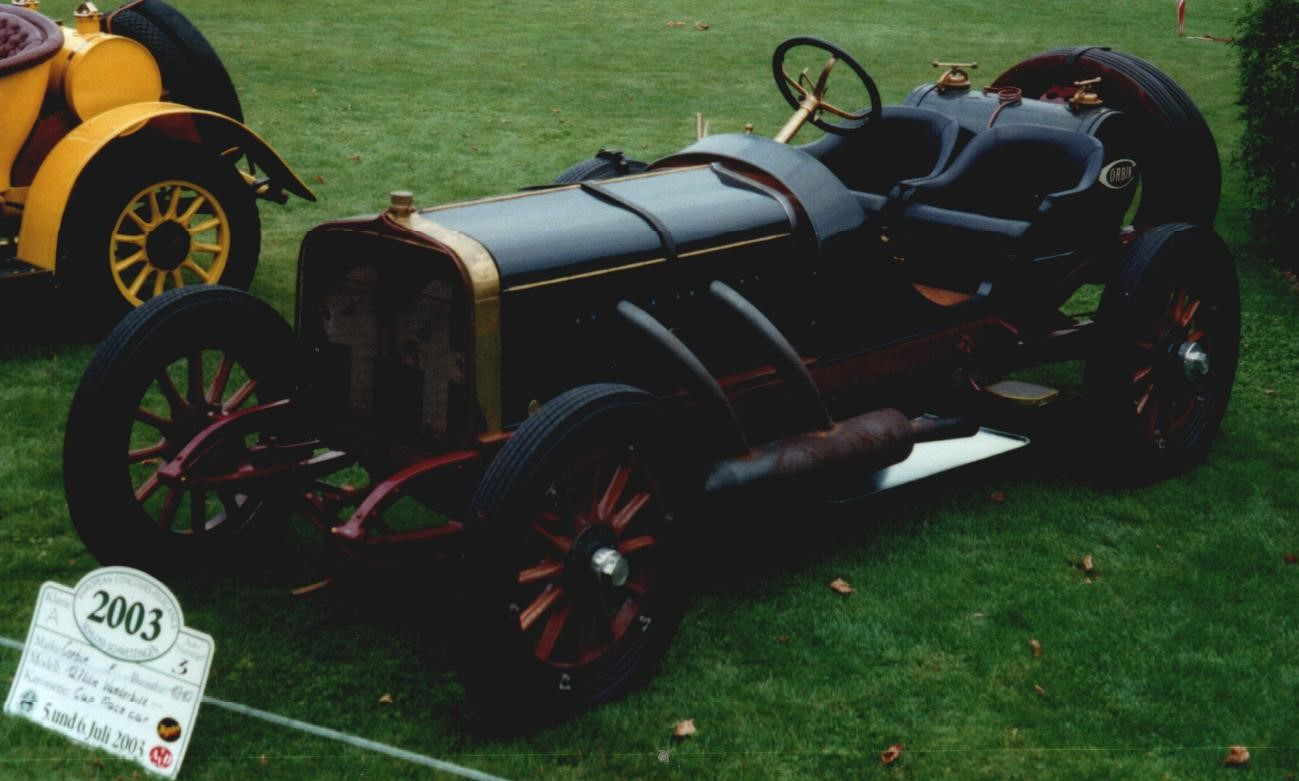
Corbin 12,7 Liter Rennwagen von 1910 für den Vanderbilt Cup

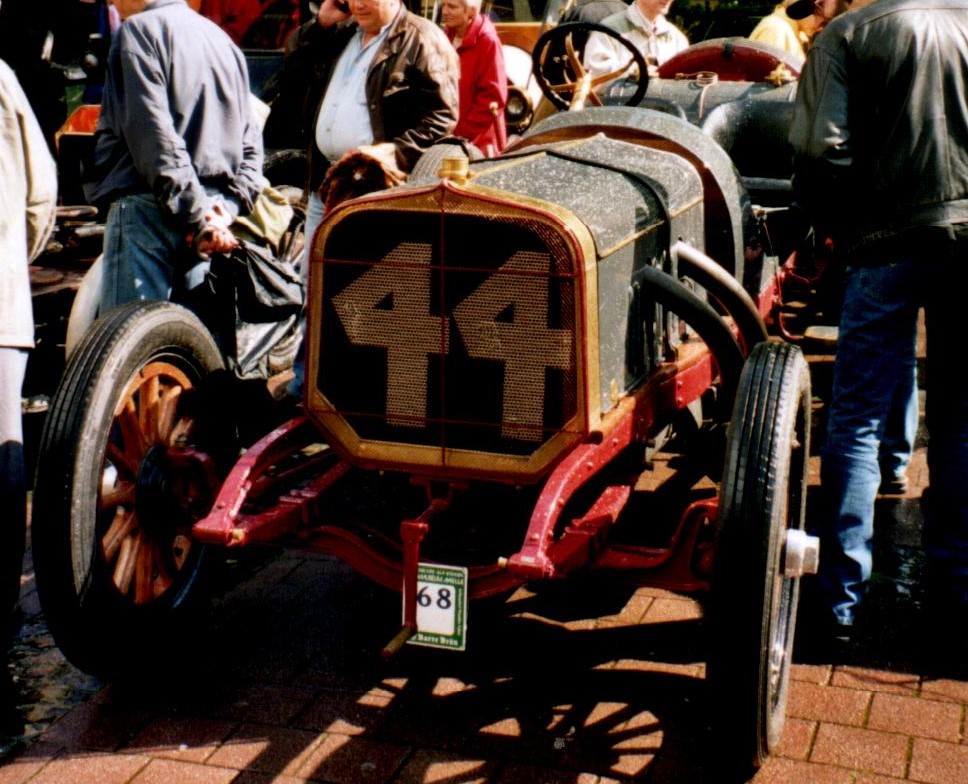
Corbin von 1910

Alle Fahrzeuge hatten Vierzylindermotoren. Die Motoren waren bis 1907 generell luftgekühlt. Von 1908 bis 1909 gab es die Wahl zwischen Luft- und Wasserkühlung. Ab 1910 waren alle Motoren wassergekühlt.
1905 standen zwei Tourenwagen im Sortiment. Das Model C hatte einen Motor, der mit 24/30 PS angegeben war. Sein Radstand betrug 269 cm. Das Model D war mit 239 cm Radstand etwas kürzer. Sein Motor war mit 16/20 PS angegeben.
In den Modellen von 1906 leistete der Motor einheitlich 24 PS. Das Model E war ein fünfsitziger Tourenwagen mit 254 cm Radstand. Das Model G hatte nur 236 cm Radstand und einen Aufbau als zweisitzigen Runabout.
1907 wurde die Motorleistung beibehalten. Das Model H mit 274 cm Radstand war als Tourenwagen und Limousine erhältlich, jeweils mit fünf Sitzen. Das Model I dagegen hatte ein Fahrgestell mit 254 cm Radstand und war als zweisitziger Runabout karosseriert.
1908 kamen wassergekühlte Motoren dazu. Die Motoren leisteten einheitlich 30 PS. Der Radstand aller Modelle betrug 274 cm. Model K war als fünfsitziger Tourenwagen und fünfsitzige Limousine erhältlich, während das Model O ein Roadster war, den es zweisitzig, dreisitzig und viersitzig gab. Diese beiden Modelle hatten die neuen wassergekühlten Motoren. Die Modelle mit luftgekühlten Motoren hatten die gleichen Karosserien. Das Model R hatte fünf Sitze und das Model S war der Roadster.
1909 wurde die Motorleistung auf 32 PS erhöht. Der Radstand sowie die Modellbezeichnungen blieben unverändert. Lediglich ein Aufbau änderte sich. Model K und Model R blieben die fünfsitzigen Tourenwagen. Model O und Model S waren weiterhin als zwei-, drei- und viersitzige Roadster erhältlich, nun aber zusätzlich auch als viersitziger Small Tonneau. Außerdem wurde das Model 14 eingeführt, dessen Modellname einerseits sowohl für die luftgekühlte als auch für die wassergekühlte Ausführung galt, andererseits auch für alle zur Verfügung stehenden Aufbauten. Der Motor leistete ebenfalls 32 PS. Das Fahrgestell hatte 290 cm Radstand. Zur Wahl standen Limousine, Landaulet und Town Car, jeweils mit fünf und sieben Sitzen.
1910 gab es nur das Model 18. Sein Motor leistete 30 PS. Der Radstand betrug 305 cm. Karosserien als fünfsitziger Tourenwagen, viersitziger Toy Tonneau, dreisitziger Roadster und siebensitzige Limousinen sind überliefert.
1911 war dieses Modell nur noch als Toy Tonneau und Tourenwagen erhältlich. Das Model 30 hatte den gleichen Motor mit 30 PS Leistung, aber einen kürzeren Radstand von 292 cm. Bekannt sind Tourenwagen und Runabout. Neu war das Model 40, dessen Motor 40 PS leistete. Auf das Fahrgestell mit 305 cm Radstand wurden Karosserien als fünf- und siebensitzige Tourenwagen, Toy Tonneau, Torpedo und Limousine montiert.
1912 entfiel das Model 18. Das Model 30 war nun mit 32,4 PS angegeben. Der Radstand blieb bei 292 cm. Der Tourenwagen blieb im Sortiment, während der bisherige Runabout durch einen Roadster ersetzt wurde. Der Motor des Model 40 war mit 36,1 PS angegeben. Sein Radstand blieb ebenfalls unverändert. Die einzige Änderung bei den Aufbauten bestand darin, dass für den Toy Tonneau angegeben war, dass er fünfsitzig war.

## Modellübersicht
| Jahr | Modell   | Zylinder | Leistung (PS) | Radstand (cm) | Aufbau                                                                                           |
| ---- | -------- | -------- | ------------- | ------------- | ------------------------------------------------------------------------------------------------ |
| 1905 | Model C  | 4        | 24/30         | 269           | Tourenwagen                                                                                      |
| 1905 | Model D  | 4        | 16/20         | 239           | Tourenwagen                                                                                      |
| 1906 | Model E  | 4        | 24            | 254           | Tourenwagen 5-sitzig                                                                             |
| 1906 | Model G  | 4        | 24            | 236           | Runabout 2-sitzig                                                                                |
| 1907 | Model H  | 4        | 24            | 274           | Tourenwagen 5-sitzig, Limousine 5-sitzig                                                         |
| 1907 | Model I  | 4        | 24            | 254           | Runabout 2-sitzig                                                                                |
| 1908 | Model K  | 4        | 30            | 274           | Tourenwagen 5-sitzig, Limousine 5-sitzig                                                         |
| 1908 | Model O  | 4        | 30            | 274           | Roadster 2-sitzig und 3-sitzig und 4-sitzig                                                      |
| 1908 | Model R  | 4        | 30            | 274           | Tourenwagen 5-sitzig, Limousine 5-sitzig                                                         |
| 1908 | Model S  | 4        | 30            | 274           | Roadster 2-sitzig und 3-sitzig und 4-sitzig                                                      |
| 1909 | Model K  | 4        | 32            | 274           | Tourenwagen 5-sitzig                                                                             |
| 1909 | Model O  | 4        | 32            | 274           | Roadster 2-sitzig und 3-sitzig und 4-sitzig, Small Tonneau 4-sitzig                              |
| 1909 | Model R  | 4        | 32            | 274           | Tourenwagen 5-sitzig                                                                             |
| 1909 | Model S  | 4        | 32            | 274           | Roadster 2-sitzig und 3-sitzig und 4-sitzig, Small Tonneau 4-sitzig                              |
| 1909 | Model 14 | 4        | 32            | 290           | Limousine 5-sitzig und 7-sitzig, Landaulet 5-sitzig und 7-sitzig, Town Car 5-sitzig und 7-sitzig |
| 1910 | Model 18 | 4        | 30            | 305           | Tourenwagen 5-sitzig, Toy Tonneau 4-sitzig, Roadster 3-sitzig, Limousine 7-sitzig                |
| 1911 | Model 18 | 4        | 30            | 305           | Toy Tonneau, Tourenwagen                                                                         |
| 1911 | Model 30 | 4        | 30            | 292           | Tourenwagen, Runabout                                                                            |
| 1911 | Model 40 | 4        | 40            | 305           | Tourenwagen 5-sitzig und 7-sitzig, Toy Tonneau, Torpedo, Limousine                               |
| 1912 | Model 30 | 4        | 32,4          | 292           | Tourenwagen, Roadster                                                                            |
| 1912 | Model 40 | 4        | 36,1          | 305           | Tourenwagen 5-sitzig und 7-sitzig, Toy Tonneau 5-sitzig, Torpedo, Limousine                      |